# Jalovec červenoplodý
Jalovec červenoplodý (Juniperus oxycedrus) je jehličnatý keř nebo menší strom z čeledi cypřišovitých, vyskytující se v oblastech okolo Středozemního a Černého moře. V rámci rodu jalovec patří do podrodu, resp. sekce Juniperus vyznačující se pouze jehlicovitými listy; je tedy blízce příbuzný s mimo jiné i v Česku rostoucím jalovcem obecným. Dále se dělí na 3–4 poddruhy.

## Popis
Je to dvoudomý, obvykle vzpřímeně rostoucí keř nebo malý strom, dorůstající maximálních výšek 10–15 metrů. Je obvykle bohatě větvený, často vícekmenný, v mládí s kuželovitou, později s nepravidelně tvarovanou korunou. Kůra je červenohnědá, na vyzrálých větvích se odlupuje v dlouhých vláknitých pruzích. Olistění je pouze jehlicovité. Jehlice vyrůstají ve střídavých přeslenech po třech, jsou 1–2,5 cm dlouhé, na vrcholu špičaté až osinkaté a mají dva výrazné bílé průduchové proužky na svrchní straně a zřetelný kýl na spodní.
Samčí šištice jsou žluté, jednotlivě vyrůstající a pouze 2–3 mm dlouhé; samičí se skládají z 3–6 zdužnatělých šupin, které srůstem vytvářejí kulovitou, svraskalé neojíněné bobuli podobnou jalovčinku neboli galbulus o průměru 7–12 mm, tmavočervené, purpurové nebo sytě hnědé barvy. Opylení se děje pomocí větru, semena jsou 3.

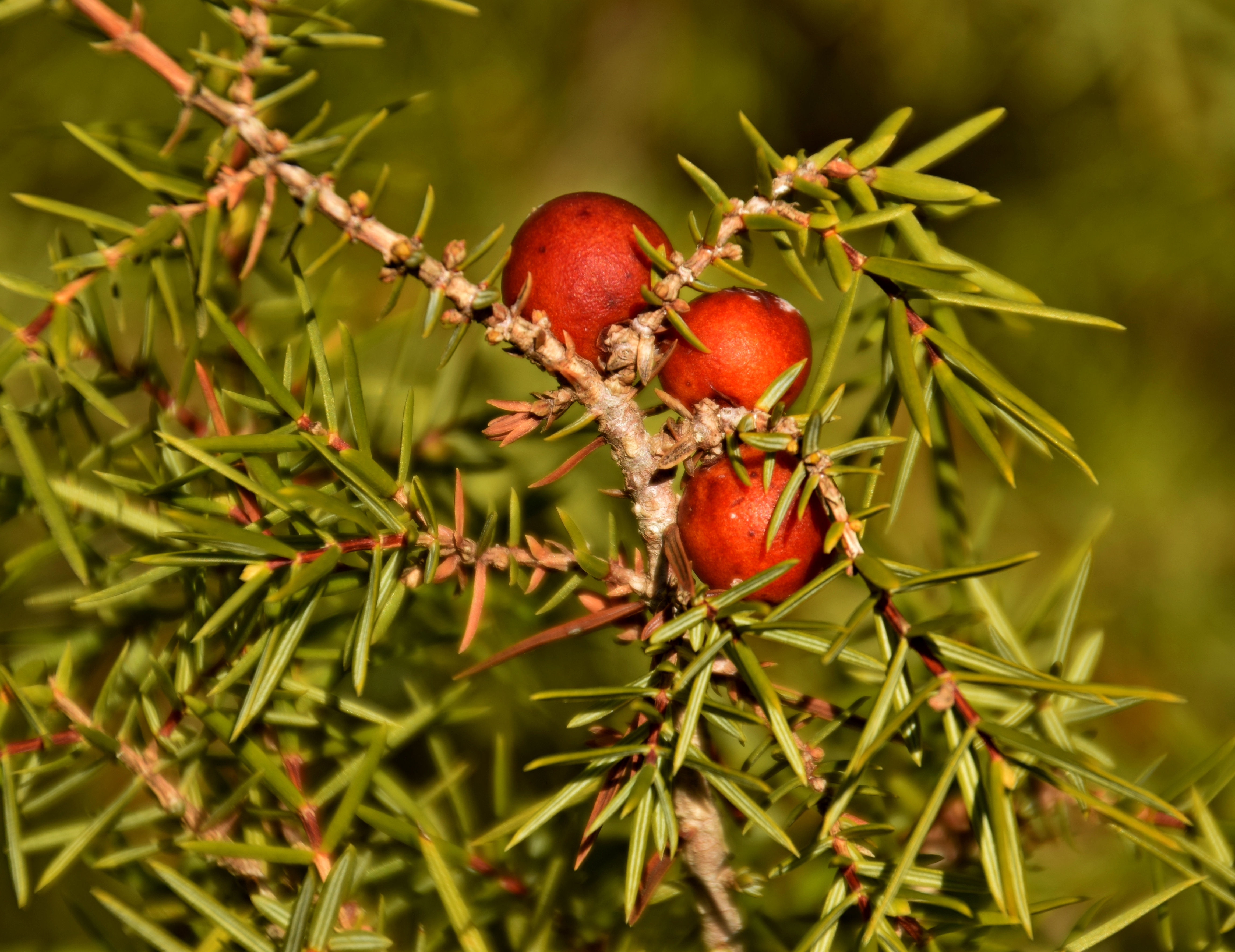
Detail větévky se zrajícími jalovčinkami

## Ekologie a rozšíření

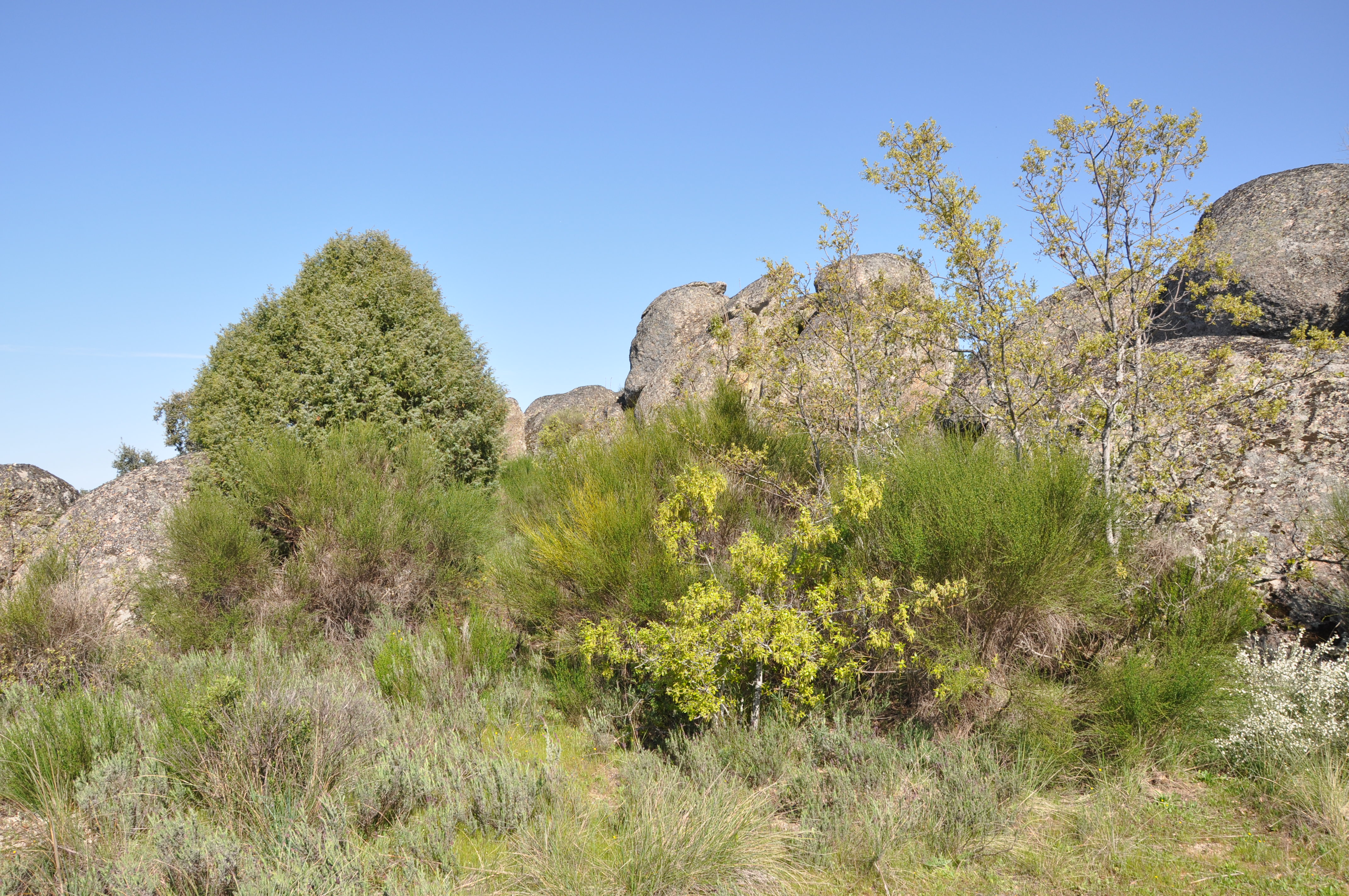
Typická lokalita jalovce červenoplodého, Portugalsko

Jalovec červenoplodý vyrůstá především v oblastech se středomořským klimatem. Areál jeho výskytu se táhne od severozápadní Afriky (Maroko), většiny Španělska a Portugalska přes celé Středomoří a jižní Balkán až po Malou Asii, pobřeží Libanonu a Sýrie, poddruh J. oxycedrus subsp. macrocarpa obývá černomořské pobřeží Krymu a Kavkaz. Roste na suchých, mělkých půdách na nejrůznějším podloží od silně alkalického po kyselé, často též na písečných dunách, ve výškovém rozmezí od mořské hladiny po více než 1400 m. Typicky se objevuje ve vegetačních formacích typu makchie a garrigue, v pobřežních křovinách, jako podrost v řídkých tvrdolistých lesích s dubem cesmínovitým a lentiškem, ve světlých hájích středomořských borovic (borovice přímořská, halepská, pinie), ve vyšších polohách také v horských lesích s cedry, borovicí černou a dalšími jalovci (ztepilým, páchnoucím aj.).

## Využití
Tvrdé a odolné dřevo jalovce červenoplodého je ceněno v truhlářství a řezbářství, například k výrobě nábytku a dřevěných dekorací. Z větévek a jehlic se destiluje aromatický esenciální olej zvaný Cade, který má tmavožlutou barvu a silnou kouřovou vůni. Využívá se v medicíně pro jeho antiseptické, antibakteriální a antiparazitické účinky a pro péči o pokožku, přidává se též do kosmetických přípravků jako jsou mýdla, čisticí prostředky, pleťová mléka a vody a nebo parfémy. Dříve se pálil jako kadidlo.
V jižní Evropě je jalovec červenoplodý pěstován také jako okrasný keř, vysazovaný v řadě vyšlechtěných kultivarů v zahradách a parcích.